# Dicrotendipes nipporivus
Dicrotendipes nipporivus är en tvåvingeart som beskrevs av Niitsuma 1995. Dicrotendipes nipporivus ingår i släktet Dicrotendipes och familjen fjädermyggor. Inga underarter finns listade i Catalogue of Life.